# イタリアのロンゴバルド族:権勢の足跡 (568-774年)
「イタリアのロンゴバルド族:権勢の足跡 (568-774年)」は、イタリア各地に残るロンゴバルド王国時代の建造物や遺跡などを対象とするユネスコの世界遺産リスト登録物件である。ロンゴバルド族が残した建造物群は、ローマ建築、ビザンティン建築、北ヨーロッパのゲルマン人の様式の特色やキリスト教の精神性が融合されており、古代から中世へと変遷する建築様式をよく伝えるものである。

## 歴史
ゲルマン系のロンゴバルド族は首長アルボイーノに率いられて、568年にイタリアに侵入し、北イタリアにロンゴバルド王国を建国した。さらに、ラヴェンナからローマに至るビザンツ帝国領に分断されつつも、イタリア中部にスポレート公国、南部にベネヴェント公国を建国した。これらの公国の独立性は高かったが、形式的にはロンゴバルド王に服属していた。ロンゴバルド族はキリスト教に改宗し、ローマなどとも平和共存路線をとることもあったが、相互に領土を巡る侵略が絶えず、ロンゴバルド王国は774年にカール大帝によって滅ぼされた。
世界遺産登録名に含まれる568年から774年という期間は、ロンゴバルド王国建国から滅亡までの期間を示している。

## 構成資産
構成資産はロンゴバルド王国、スポレート公国、ベネヴェント公国に存在した以下の7件である。
| 登録ID・画像 | 上から順に登録名、公式英語名、所在地、概要                                                  |
| 1318-001 | ガスタルダガ地区と司教関連建造物群                                                          |
| --- | ------------------------------------------------------------------------------------------- |
| | The Gastaldaga area and the Episcopal complex                                               |
| フリウリ＝ヴェネツィア・ジュリア州ウーディネ県チヴィダーレ・デル・フリウーリ |                                                                                             |
| ガスタルダガ地区には、ロンゴバルドの小神殿 (Tempietto Longobardo) の異名を持つサンタ・マリーア・イン・ヴァーレ小礼拝堂がある。この建物は8世紀に建造された方形のホールの小礼拝堂で、壁面の装飾芸術が評価されている。司教関連建造物群には、サンタ・マリーア聖堂や、発掘調査で出土した洗礼堂遺跡などが含まれる。チヴィダーレの構成資産はロンゴバルドの都市文化を伝えるものとして選ばれ、世界遺産登録面積は1.09 ha、緩衝地帯は20.83 haである。 |                                                                                             |
| 1318-002 | サン・サルヴァトーレとサンタ・ジュリアの修道院建造物群を含む記念建造物地域                  |
| | The monumental area with the monastic complex of San Salvatore-Santa Giulia                 |
| ロンバルディア州ブレシア県ブレシア |                                                                                             |
| ブレシアの構成資産はロンゴバルドの修道院建築を伝えるものとして選定された。サン・サルヴァトーレとサンタ・ジュリアの修道院は、ロンゴバルド最後の王デジデーリオの妻アンサによって建てられ、現在は博物館になっている。世界遺産登録面積は3.75 ha、緩衝地帯は84.13 haである。 |                                                                                             |
| 1318-003 | トルバ塔を含む城塞と城壁外の教会であるサンタ・マリア・フォリス・ポルタス                    |
| | The castrum with the Torba Tower and the church outside the walls, Santa Maria foris portas |
| ロンバルディア州ヴァレーゼ県カステルセプリオ |                                                                                             |
| トルバ塔周辺の城塞は、もともとは古代ローマ人が異民族の侵入を防ぐために建設したものだったが、のちにロンゴバルドによって流用された。城塞そのものは13世紀に破壊されたが、トルバ塔は女子修道院として機能している。サンタ・マリア・フォリス・ポルタス教会は、その装飾画と、葬礼文化を伝える墓碑に特色がある。世界遺産登録面積は8.5 ha、緩衝地帯は38.75 haである。                                                                               |                                                                                             |
| 1318-004 | サン・サルヴァトーレ聖堂                                                                    |
| | The basilica of San Salvatore                                                               |
| ウンブリア州ペルージャ県スポレート |                                                                                             |
| もとは4世紀に建てられたバシリカだが、ロンゴバルドのエリートたちを対象とする都市のバシリカの好例として、構成資産に含まれた。世界遺産登録面積は0.08 ha、緩衝地帯は66.85 haである。 |                                                                                             |
| 1318-005 | クリトゥンノの小神殿                                                                        |
| | The Clitunno Tempietto                                                                      |
| ウンブリア州ペルージャ県カンペッロ・スル・クリトゥンノ |                                                                                             |
| クリトゥンノの小神殿は古代ローマ人にとって聖なる場所と見なされていたクリトゥンノの泉から1kmほどのところにある初期キリスト教建築で、古代ローマ建築に触発された様式の例として構成資産に含められた。中世初期の碑文が残っているという点でも評価されている。世界遺産登録面積は0.01 ha、緩衝地帯は51.28 haである。 |                                                                                             |
| 1318-006 | サンタ・ソフィアの建造物群                                                                  |
| | The Santa Sofia complex                                                                     |
| カンパーニア州ベネヴェント県ベネヴェント |                                                                                             |
| 760年ごろに建設されたサンタ・ソフィア教会は、ビザンツ帝国の聖ソフィア大聖堂（コンスタンティノポリス）の影響が指摘されている。この教会はもともとベネヴェント公の個人的な礼拝堂だったが、のちに女子修道院が隣接した。世界遺産登録面積は0.34 ha、緩衝地帯は27.56 haである。 |                                                                                             |
| 1318-007 | サン・ミケーレの聖域                                                                        |
| | The Sanctuary of San Michele                                                                |
| プッリャ州フォッジャ県モンテ・サンタンジェロ |                                                                                             |
| モンテ・サンタンジェロ（聖天使の山、の意）では、5世紀末に大天使ミカエル（サン・ミケーレ）が洞窟にたびたび出現したとされ、同じ奇跡が8世紀にも起こったとされる。ロンゴバルドはその洞窟の上に建造物群を建てた。モンテ・サンタンジェロはミカエル信仰の巡礼地であると同時に、聖地巡礼の道との合流点でもあった。その巡礼路はある時期以降ウィア・サクラ・ランゴバルドルムと呼ばれた。世界遺産登録面積は0.31 ha、緩衝地帯は16.82 haである。        |                                                                                             |

## 登録経緯
暫定リストへの掲載は2006年6月1日のことだった。当初の名称は「チヴィダーレとイタリアのロンゴバルド権力の初期中心地群」(Cividale and the Early Centres of Lombard Power in Italy) で、同じ年には別の暫定リスト記載物件として「モンテ・サンタンジェロとウィア・サクラ・ランゴバルドルム」(Monte Sant’Angelo and the Via Sacra Langobardorum) も掲載された。
のちに名称が「イタリアのロンゴバルド族。権力と崇拝の場所群（568年-774年）」(Italia Longobardorum. Places of power and worship (568-774A.D.)) と変更され、第33回世界遺産委員会（セビリア、2009年）に先立ってICOMOSが出した勧告は「登録延期」だった。その理由として挙げられたのは、その時点での構成資産がイタリア史の文脈で選定されており、ヨーロッパ史に対する考慮が足りないことや、顕著な普遍的価値を証明するための比較研究にも不備があること、さらにいくつかの構成資産の推薦地域の設定に問題があることなどだった。イタリア当局は、委員会審議に先立って推薦を取り下げた。
イタリア当局は先述の指摘を踏まえて推薦文書を練り直し、「イタリアのロンゴバルド族:権勢の足跡（568-774年）」の名前（後述）で2010年1月に推薦書を再提出した。これを受けて世界遺産委員会の諮問機関であるICOMOSの担当官は2010年9月に現地調査を行い、いくつかの点について照会した。ICOMOSはそれに対するイタリア側の回答も踏まえて勧告書を作成し、翌年3月に「登録」を勧告した。
第35回世界遺産委員会（パリ、2011年）の審議では勧告通りに登録が認められた。

### 登録名
世界遺産としての正式な登録名はThe Longobards in Italy. Places of the power (568-774 A.D.)（英語）、Les Lombards en Italie. Lieux de pouvoir (568-774 après J.-C.)（フランス語）である。その日本語名は文献によって若干の揺れがある。
- イタリアのロンゴバルド族:権勢の足跡（568-774年）（日本ユネスコ協会連盟）[1]
- イタリアのロンゴバルド族:権勢の足跡（紀元568-774年）（世界遺産アカデミー）[18]
- イタリアのロンゴバルド族:権勢の足跡（568～774年）（なるほど知図帳）[19]
- イタリアのロンゴバルド族　権力の場所（568～774年）（古田陽久・古田真美）[20]
- イタリアにおけるロンバルド族の権力拠点、五六八-七七四年（市原富士夫）[21]

## 登録基準
この世界遺産は世界遺産登録基準のうち、以下の条件を満たし、登録された（以下の基準は世界遺産センター公表の登録基準からの翻訳、引用である）。
- (2) ある期間を通じてまたはある文化圏において、建築、技術、記念碑的芸術、都市計画、景観デザインの発展に関し、人類の価値の重要な交流を示すもの。
この基準は、古代ローマ建築、ビザンティン建築、キリスト教の精神性やゲルマン人の様式などが融合し、後の建築にも影響を及ぼしたロンゴバルドの建築様式を伝えるものである点に適用された[22]。

- (3) 現存するまたは消滅した文化的伝統または文明の、唯一のまたは少なくとも稀な証拠。
この基準は、ロンゴバルドの権勢を伝える建造物群が、彼らの文化的特質を伝えていることなどに適用された[22]。

- (6) 顕著で普遍的な意義を有する出来事、現存する伝統、思想、信仰または芸術的、文学的作品と直接にまたは明白に関連するもの（この基準は他の基準と組み合わせて用いるのが望ましいと世界遺産委員会は考えている）。
この基準は、ロンゴバルドの文化が修道院運動にも大きな影響を及ぼしたことや、モンテ・サンタンジェロがミカエル信仰の広がりにとって重要であったことなどに適用された[22]。